# 清津川
清津川（きよつがわ）は、新潟県南魚沼郡湯沢町および十日町市を流れる信濃川水系の一級河川。信濃川の1次支川。

## 地理
新潟県の湯沢町から十日町市へ流れる信濃川の支川。水源は上信越高原国立公園指定地域の佐武流山・苗場山・白砂山で、流域にはドラゴンドラ・かぐらスキー場と清津峡があり十日町市田沢で信濃川に合流する。

## 流域の自治体
新潟県
- 湯沢町
- 津南町
- 十日町市

## 歴史
- 1923年（大正12年） - 東京電燈（現：東京電力リニューアブルパワー）湯沢発電所が発電開始。清津川から毎秒6.121トンを取水して魚野川へ放流。
- 1937年（昭和12年）6月15日 - 支流の釜川にある田代の七ツ釜が国の名勝・天然記念物に指定[1]。
- 1940年（昭和15年） - 新潟県信濃川養魚所（→新潟県水産試験所中里支場→新潟県内水面水産試験場中里支場→中里村養魚センター→中里養魚所）が田沢村に設立[2]。
- 1941年（昭和16年） - 清津峡が国の名勝・天然記念物に指定。
- 1949年（昭和24年）9月7日 - 上信越高原国立公園制定。
- 1951年（昭和26年） -  中魚沼郡漁業協同組合発足。
- 1958年（昭和33年） - カッサ川ダム竣工。
- 1966年（昭和41年） - 三俣地区でダム計画の予備調査が始まる。
- 1978年（昭和53年） - 電源開発のカッサダム、二居ダム（ロックフィルダム）が竣工。
- 1985年（昭和60年） - 中魚沼郡漁業協同組合ふ化場完成。
- 1996年（平成8年） - Okky 奥清津第二発電所を増設（揚水発電で最大出力160万キロワット）。
  - 10月1日、清津峡トンネル完成。
- 2001年（平成13年）- 12月、清津川上流を横切る当時世界最長のゴンドラ「ドラゴンドラ」（苗場-田代ゴンドラ・8人乗り、5,481m）が開業。
- 2002年（平成14年）7月5日 - 清津川ダム計画が中止になる。
- 2010年（平成22年）9月28日 - 東京電力湯沢発電所の水利権更新で三者会談が初めて実現する（新潟県・十日町市・南魚沼市）

## 清津川ダム建設計画
建設省（現・国土交通省）は清津峡に清津川ダムの建設を計画していた。高さ150メートルの重力式コンクリートダムで、総貯水容量は1億7,000万立方メートルという巨大な多目的ダム計画であったが、完成によって清津峡が水没してしまうことから反対運動が強く、さらに水需要の伸び悩みにより下流受益自治体が事業からの参加離脱を表明したことなどもあって、2002年（平成14年）に事業は中止となった。

## 並行する交通

### 道路
- 国道17号
- 国道353号
- 新潟県道389号清津公園線
- 新潟県道284号中深見越後田沢停車場線

## 橋梁
下流より記載
- （信濃川） - 清津大橋 - 倉俣大橋 - 清津峡橋 - 万年橋 - 鹿飛橋 - 大島橋 - （仮橋） - （みつまたロープウェー） - （三俣取水堰） - 貝掛橋 - （田代ロープウェー） - 奥清津橋 - （二居ダム） - （ドラゴンドラ） - 小日橋 - （清津川取水堰）